# Holger Bech Nielsen

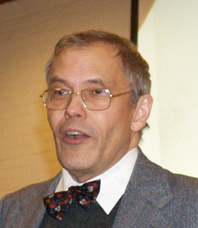
Imagem de Holger Bech Nielsen.

Holger Bech Nielsen (nascido em 25 de agosto de 1941) é um físico teórico dinamarquês, professor do Instituto Niels Bohr, na Universidade de Copenhague, onde começou a estudar física em 1961.

## Trabalho
Nielsen fez contribuições à física teórica de partículas, especificamente no campo da teoria das cordas . Independentemente de Nambu e Susskind, ele foi o primeiro a propor que o modelo Veneziano era uma teoria das cordas e por isso é considerado um dos pais da teoria das cordas. Ele foi premiado com o altamente estimado Prêmio Humboldt em 2001 por sua pesquisa científica. Vários conceitos de física são nomeados em sua homenagem, por exemplo, Vórtice de Nielsen-Olesen e o teorema de no-go de Nielsen-Ninomiya para representar férmions quirais na rede. Nos Dual-Models originais, que mais tarde seriam reconhecidos como as origens da teoria das cordas, as variáveis Koba-Nielsen também são nomeadas em homenagem a ele e seu colaborador, o físico japonês Ziro Koba.
Nielsen é muito conhecido na Dinamarca por suas entusiásticas palestras públicas sobre física e teoria das cordas, e é frequentemente entrevistado em notícias diárias e em programas de TV, especialmente sobre assuntos relacionados à física de partículas.
Em uma série de artigos de 2009 carregados no site arXiv.org, Nielsen e o físico Masao Ninomiya propuseram uma teoria radical para explicar a série aparentemente improvável de falhas que impedem o Grande Colisor de Hádrons (LHC) de se tornar operacional. O colisor deveria ser usado para encontrar evidências da hipotética partícula do bóson de Higgs. Eles sugeriram que a partícula pode ser tão abominável para a natureza que sua criação iria retroceder no tempo e parar o colisor antes que ele pudesse criar um, de uma forma semelhante ao paradoxo do avô da viagem no tempo . De qualquer forma, posteriormente, o LHC reivindicou a descoberta do bóson de Higgs em 4 de julho de 2012.
Nielsen é membro da Academia Norueguesa de Ciências e Letras .